# 費斯特寧加山
72°7′S 3°43′E / 72.117°S 3.717°E
費斯特寧加山是南極洲的山峰，位於東部南極洲的毛德皇后地，屬於穆利格-霍夫曼山脈的一部分，處於霍赫林山以西，海拔高度2,535米。